# 小科舍利夫卡
51°8′26″N 31°58′31″E / 51.14056°N 31.97528°E
小科舍利夫卡（烏克蘭語：Мала Кошелівка）是位於烏克蘭北部切爾尼希夫州裏尼任區的村莊，面積31.1平方公里，海拔高度128米，2001年人口450，人口密度每平方公里14.5人。